# Portada/efemèride maig 10
Linda Evangelista
« 9 de maig · 10 de maig · 11 de maig »